# Telfer (Australia)
Telfer è una località australiana dell'Australia Occidentale, situata nella contea di East Pilbara, nel Gran Deserto Sabbioso.
Telfer era in precedenza la località più isolata dello Stato, trovandosi a circa 1300 km a est di Perth.
Qui si trova una miniera d'oro e di rame, gestita dalla Newcrest Mining. Questa miniera è la seconda più grande miniera d'oro in Australia.